# FC Petržalka 1898
Az FC Petržalka 1898 (alapításkori magyar nevén: Pozsonyi Torna Egyesület) szlovák labdarúgócsapat, székhelye Pozsonyban található. Eddig két alkalommal nyerte meg a szlovák labdarúgó-bajnokságot, két alkalommal hódította el a szlovák kupát, illetve egy alkalommal diadalmaskodott a szlovák szuperkupa döntőjében.
A klubot 1898-ban alapították, kezdetben játszott a regionális magyar bajnokságban. Létrehozása óta a szlovák bajnokság élvonalában szerepelt, egészen a 2009/2010-es szezonig, amikor is utolsó helyezettként kiestek az első osztályból. A klub legnagyobb sikereit a 2000-es évek közepén érte el, Vladimír Weiss edzősége alatt. A klub megnyerte a Corgon Liga címet 2005-ben és később kvalifikálta magát a Bajnokok Ligája csoportkörben, ahol elérte a legnagyobb sikerét a szlovák klub.
2008-ban a klub a bajnokságot és a kupát is megnyerte, de a következő szezonban a legtöbb játékos, mint Saláta Kornél, Ľuboš Kamenár, Aleš Urbánek, Tomáš Oravec, Patrik Mráz elhagyta a klubot.

## Névváltozások
- 1898 – Alapítás Pozsonyi Torna Egyesület
- 1919 – Pozsonyi Torna Egyesület
- 1953 – Kovosmalt Bratislava
- 1956 – Spartak Kovosmalt Bratislava
- 1963 – TJ Považské Strojárne Bratislava
- 1965 – Spartak Sklárske stroje Bratislava
- 1974 – TJ SKS Bratislava
- 1976 – TJ ZTS Petržalka
- 1986 – Egyesült a TJ Internacionál Slovnaft Bratislava és lett az új neve TJ Internacionál Slovnaft ZŤS Bratislava, de szétváltak 1990-ben.
- 1990 – TJ ZŤS Petržalka
- 1990 – (Később) 1. FC Hydronika Petržalka
- 1991 – 1. FC Petržalka
- 1993 – FK Artmedia Petržalka
- 2005 – FC Artmedia Bratislava
- 2007 – FC Artmedia Petržalka
- 2009 – MFK Petržalka
- 2010 – FC Petržalka 1898

### 2005–06-os európai kampány
Az UEFA-bajnokok ligájában 2005–06-ban indult a csapat. Itt a Kairat Almaty, Celtic és Partizan Belgráddal nézett szembe a szlovák bajnokcsapat. Megverték az első körbe a kazah FC Kairat Almatyt 4-3-as összesítéssel. Azonban 2005. július 27-én először történetében legyőzte a 2003 UEFA-kupa döntős 1967 Európa Kupa-győztes Celticet. 5-0 vereséget mért a skótokra a Bajnokok Ligája 2. selejtezőkörének első mérkőzésén. A megdöbbent kelta csapat ezt a hátrányt nem tudta ledolgozni, a visszavágón 4-0 lett az eredmény. 2005. augusztus 23-án a Bajnokok Ligája 3. selejtezőkörébe legyőzte a Szerb Partizan Belgrádot 4-3-ra tizenegyesekkel miután az első és a második mérkőzés is 0-0-ra végződött, így lett a második szlovák klub az 1. FC Košice után aki a hőn áhított Bajnokok Ligájában szerepel. A siker még inkább figyelemre méltó mivel az Artmedia Bratislava teljes éves költségvetése alig több mint 1 millió £.
Az Artmedia a Bajnokok Ligája mérkőzéseit, a Tehelné pole-ba játszotta, mert a saját stadionjuk, ami Petržalkán található, nem felelt meg az UEFA előírásainak.
2005. szeptember 28-án az Artmedia történelmet írt azzal, hogy első szlovák csapat volt, amely pontot szerzett a Bajnokok Ligája csoportkörében. A másik híres momentum, mikor 2-0-ról fordítottak a 2004-es Bajnokok Ligája-győztes Porto ellen Balázs Borbély, Peter Petráš és Jan Kozák góljaival, 3-2 arányban legyőzve ezzel a Portót hazai pályán.
A csoportjukban a harmadik helyen végeztek, a harmadik hely elegendő volt az UEFA-kupa induláshoz. A német Markus Merk játékvezető a Porto ellen kétszer is adhatott volna büntetőt, de nem akarta észrevenni a hibákat, amelyeket az Artmedia játékosai ellen elkövettek a büntetőterületen belül.
2005 decemberében a kapus Juraj Čobej egy bonyolult műtéten esett át, megpróbáltak eltávolítani az agyából egy rosszindulatú daganatot. Szerencsére teljesen felépült, és már a 2006/07-es szezonban szilárd talajon állt a kapuba az első fordulóban.
Az Artmedia elvesztette a hazai mérkőzését az UEFA-kupában a bolgár Levszki Szófia ellen 1-0 és 2-0 arányban.
Miután a sikeres szezont zárt a csapat, az edző Vladimír Weiss távozott a klubtól az orosz FC Saturn Ramenskoehoz. Ezzel véget ért a Weiss Artmedia kalandja. Több játékos elhagyta a klubot, többek között Ján Ďurica az FC Saturn Ramenskoe, Balázs Borbély az 1. FC Kaiserslautern, Blažej Vaščák Treviso FBChez igazolt.

## Sikerek
- Szlovák bajnokság
  - Győztes (2): 2005, 2008
- Szlovák kupa
  - Győztes (2): 2004, 2008
- Szlovák szuperkupa
  - Győztes (1): 2005

## Játékoskeret
* a félkövérrel írt játékosok rendelkeznek felnőtt válogatottsággal.
| #  |           | Poszt | Név                 |
| -- | --------- | ----- | ------------------- |
| 1  | Szlovákia | K     | Daniel Kiss         |
| 2  | Szlovákia | V     | Emil Stranianek ml. |
| 3  | Szlovákia | V     | Matej Klenovský     |
| 4  | Szlovákia | CS    | Pavol Ďurica        |
| 6  | Szlovákia | KP    | Filip Kiss          |
| 7  | Szlovákia | KP    | Andrej Burza        |
| 8  | Szlovákia | KP    | ifj Fieber Péter    |
| 9  | Szlovákia | CS    | Tomáš Majtán        |
| 10 | Szlovákia | KP    | Martin Mikulič      |
| 11 | Szlovákia | CS    | Marián Tomčák       |
| 12 | Szlovákia | KP    | Martin Maroši       |
| 13 | Szlovákia | KP    | Pavol Sedlák        |
| 14 | Szlovákia | V     | Peter Šedivý        |

| #  |           | Poszt | Név                            |
| -- | --------- | ----- | ------------------------------ |
| 15 | Szlovákia | KP    | Marek Moravčík                 |
| 16 | Szlovákia | KP    | Jaroslav Hílek (csk-helyettes) |
| 17 | Szlovákia | V     | Martin Staško                  |
| 18 | Szlovákia | K     | Tomáš Jenčo                    |
| 19 | Szlovákia | CS    | Ján Najman                     |
| 20 | Szlovákia | KP    | Branislav Fodrek               |
| 21 | Szlovákia | CS    | Patrik Johancsik               |
| 22 | Szlovákia | V     | Erik Čikoš                     |
| 23 | Szlovákia | V     | Roman Konečný                  |
| 24 | Szlovákia | V     | Peter Burák (csapatkapitány)   |
| 25 | Szlovákia | CS    | Andrej Hodek                   |
| 26 | Szlovákia | K     | Miroslav Hýll                  |
| 27 | Szlovákia | KP    | Juraj Kovašich                 |

## Átigazolások
- Érkezett

| szezon  | ország  | név              | jött                     | egyéb |
| ------- | ------- | ---------------- | ------------------------ | ----- |
| 2007/08 | Szlovák | Radoslav Agustin | Inter Bratislava         |       |
| 2007/08 | Benin   | Prince Ofori     | MSK Žilina               |       |
| 2007/08 | Szlovák | Ákos Szarka      | Slovam Bratislava junior |       |
| 2007/08 | Szlovák | Vladimír Pončák  | FK Senica                |       |
| 2007/08 | Szlovák | Tomáš Hanzel     | FK Spartak Trnava        |       |

- Távozott

| szezon  | ország  | név                   | távozott                      | egyéb        |
| ------- | ------- | --------------------- | ----------------------------- | ------------ |
| 2007/08 | Cseh    | Daniel Tchuř          | FC Baník Ostrava              |              |
| 2008/09 | Szlovák | Ján Kozák             | SK Slovan Bratislava          |              |
| 2007/08 | Szlovák | Jan Buryán            | B-csapat                      |              |
| 2007/08 | Szlovák | Dušan Sninský         | B-csapat                      |              |
| 2007/08 | Szerb   | Branislav Vukomanovič | B-csapat                      |              |
| 2007/08 | Szlovák | Pavol Staňo           | Polonia Bytom                 |              |
| 2007/08 | Szlovák | Balázs Borbély        | Politehnica Ştiinţa Timişoara |              |
| 2007/08 | Szlovák | Kornél Saláta         | SK Slovan Bratislava          |              |
| 2009/10 | Szlovák | Pavol Ďurica          | FK DAC 1904 Dunaszerdahely    |              |
| 2007/08 | Szlovák | Ľubomír Reiter        |                               | visszavonult |

## Stadion
A Petrzalka az MFK Petržalka hazai stadionja, mely Pozsony kerületében található Petržalkán. A létesítmény 9 445 fő befogadásra alkalmas.

## Ismertebb játékosok
| - Nirnsee Gyula - Ján Kozák - Peter Petráš - Branislav Obžera - Juraj Halenár - Marek Krejčí - Filip Šebo - Štefan Maixner - Vladimír Kinder - Daniel Tchuř - Anton Šoltis - Ján Ďurica - Juraj Čobej - Balázs Borbély - Milorad Bukvić - Vladimír Hrivnák - Ondrej Debnár - Tomáš Medveď - Milan Strelec - Atilla Pinte - Karim Géudé - Vladumir Kinder - Sebastian Lopez - Mauricio Ratto - Kornél Saláta - Marián Čišovský - Vratislav Gajdos - Martin Durica - Pavol Durica - Pavol Farkas - Ivan Žiga - Vladimir Weiss - Péter Fieber - Jozef Juriga - Alexander Végh - Thomas Oravec - Thomas Majtan - Henrich Benčìk - Aleš Urbánek - Radek Dousodil - Zbynék Prošpech - Alés Hellerbrand - Radek Krejčik - Daniel Tuchuř |

### UEFA-bajnokok ligája
| Szezon  | Bajnokság            | Forduló         | Nemzet      | Csapat         | Otthon | Idegenben | Össz. |
| ------- | -------------------- | --------------- | ----------- | -------------- | ------ | --------- | ----- |
| 2005–06 | UEFA-bajnokok ligája | 1. selejtezőkör | Kazahsztán  | Kairat Almaty  | 0–2    | 4–1       | 4–3   |
| 2005–06 | UEFA-bajnokok ligája | 2. selejtezőkör | Skócia      | Celtic FC      | 5–0    | 0–4       | 5–4   |
| 2005–06 | UEFA-bajnokok ligája | 3. selejtezőkör | Szerbia     | FK Partizan    | 0–0    | 0–0       | 4–3pQ |
| 2005–06 | UEFA-bajnokok ligája | csoportkör      | Olaszország | Internazionale | 0–1    | 0–1       | 0–1   |
| 2005–06 | UEFA-bajnokok ligája | csoportkör      | Portugália  | FC Porto       | 3–2    | 3–2       | 3–2   |
| 2005–06 | UEFA-bajnokok ligája | csoportkör      | Skócia      | Rangers FC     | 0–0    | 0–0       | 0–0   |
| 2005–06 | UEFA-bajnokok ligája | csoportkör      | Skócia      | Rangers FC     | 2–2    | 2–2       | 2–2   |
| 2005–06 | UEFA-bajnokok ligája | csoportkör      | Olaszország | Internazionale | 0–4    | 0–4       | 0–4   |
| 2005–06 | UEFA-bajnokok ligája | csoportkör      | Portugália  | FC Porto       | 0–0    | 0–0       | 0–0   |

- p 11-es párbajba jutott tovább a Artmedia.
- Q – Kvalifikálva a 2005–2006-os UEFA-bajnokok ligája csoportkörébe

### H Csoport
| Team           | Pld | W | D | L | GF | GA | GD | Pts |
| -------------- | --- | - | - | - | -- | -- | -- | --- |
| Internazionale | 6   | 4 | 1 | 1 | 9  | 4  | +5 | 13  |
| Rangers FC     | 6   | 1 | 4 | 1 | 7  | 7  | 0  | 7   |
| Artmedia       | 6   | 1 | 3 | 2 | 5  | 9  | -4 | 6   |
| FC Porto       | 6   | 1 | 2 | 3 | 8  | 9  | -1 | 5   |

| 13 September 2005  |     |                |                   |
| Rangers FC         | 3–2 | FC Porto       | Ibrox Stadium     |
| Artmedia           | 0–1 | Internazionale | Tehelné pole      |
| 2005 Szeptember 28 |     |                |                   |
| Internazionale     | 1–0 | Rangers FC     | San Siro          |
| FC Porto           | 2–3 | Artmedia       | Estádio do Dragão |
| 2005 Október 19    |     |                |                   |
| FC Porto           | 2–0 | Internazionale | Estádio do Dragão |
| Rangers FC         | 0–0 | Artmedia       | Ibrox Stadium     |
| 2005 November 1    |     |                |                   |
| Internazionale     | 2–1 | FC Porto       | San Siro          |
| Artmedia           | 2–2 | Rangers FC     | Tehelné pole      |
| 2005 November 23   |     |                |                   |
| FC Porto           | 1–1 | Rangers FC     | Estádio do Dragão |
| Internazionale     | 4–0 | Artmedia       | San Siro          |
| 2005 December 6    |     |                |                   |
| Rangers FC         | 1–1 | Internazionale | Ibrox Stadium     |
| Artmedia           | 0–0 | FC Porto       | Tehelné pole      |